# 멜빈 R. 레어드 시니어
멜빈 로버트 레어드 시니어(영어: Melvin Robert Laird Sr., 1878년 8월 7일 ~ 1946년 3월 19일)은 미국의 정치인으로 미국 위스콘신주 상원의원이다.

## 학력
- 일리노이 대학교 인문사회 학사
- 프린스턴 대학교 인문사회 석사
- 밀리킨 대학교 신학 박사

## 경력
- 1941.01 ~ 1946.03 제65·66·67대 위스콘신 제24선거구 상원의원

## 역대 선거 결과
| 선거명      | 직책명                     | 대수 | 정당   | 득표율  | 득표수   | 결과 | 당락                 |
| ----------- | -------------------------- | ---- | ------ | ------- | -------- | ---- | -------------------- |
| 1940년 선거 | 상원의원 (위스콘신 제24부) | 65대 | 공화당 | 60.78%  | 20,358표 | 1위  | 위스콘신 주의원 당선 |
| 1944년 선거 | 상원의원 (위스콘신 제24부) | 67대 | 공화당 | 100.00% | 23,102표 | 1위  | 위스콘신 주의원 당선 |